# 2007 في البرازيل
فيما يلي قوائم الأحداث التي وقعت خلال عام 2007 في البرازيل.

## أحداث
- 17 يوليو – خطوط تام الجوية الرحلة 3054

## سياسة

### تعيين في المنصب
- 1 فبراير – فيرناندو كولور ميلو عضو مجلس الشيوخ من البرازيل.

## رياضة
- 1 يناير – الدوري البرازيلي لكرة القدم 2007
- 21 أكتوبر – جائزة البرازيل الكبرى 2007 الفائز كيمي رايكونن.

## كتب
من الكتب التي صدرت هذه السنة في البرازيل:
- 1 يناير – كالنهر الجاري من تأليف باولو كويلو.

## وفيات

### فبراير
- 4 فبراير – باور (مواليد 1925)

### مارس
- 17 يوليو – مارسيو روجيريو دي أنداردي (مواليد 1971) لاعب كرة قدم برازيلي.

### يونيو
- 11 يونيو – باولينيو دي ألميدا لاعب كرة قدم برازيلي.

### يوليو
- 8 يوليو – كارلوس أدريانو دي جيسوس سواريس (مواليد 1984) لاعب كرة قدم برازيلي.
- 17 يوليو – مارسيو روجيريو دي أنداردي (مواليد 1971) لاعب كرة قدم برازيلي.